# Manuel María Díaz-Rubio y Carmena
Manuel María Díaz-Rubio y Carmena (Añover de Tajo, 1853-Calera actualmente Calera y Chozas, Toledo, 1898), conocido como El Misántropo, fue un párroco y gramático español.

## Biografía
Pocos datos biográficos se conocen de este autor, más allá de su desarrollo vital y eclesiástico en la provincia de Toledo y que su producción gramatical le valió una medalla de oro en la Exposición Universal de Barcelona de 1888 y que fue nombrado académico de la Academia Tiberina de Roma, como reza en el prefacio de algunas de sus obras. Por una semblanza laudatoria que escribe y publica en la prensa el maestro gallego Eduardo Sarmiento (El magisterio gallego, 25/05/1886), podemos saber que Díaz-Rubio y Carmena cursó estudios en el Seminario central de San Idelfonso de Toledo, y en 1874, trabajó como profesor de Gramática latina y Retórica en el Colegio de Huérfanos de la Infantería. En 1878, se ordena como presbítero en el seminario ya citado, y comenzó su ejercicio como auxiliar en la parroquia de Añover de Tajo. Entre 1886 y 1887, se incorpora en la parroquia de Calera hasta su fallecimiento.

## Producción
La obra más conocida de Díaz-Rubio y Carmena es la Primera gramática española razonada (dos volúmenes, 1884-1885. Toledo, Imprenta de Fando y Hermano), considerada falta de originalidad y amalgama de las teorías de la Real Academia Española, Vicente Salvá y Fernando Gómez de Salazar y Jiménez. Esta gramática, que conoció alrededor de ocho ediciones al final del siglo XIX, se dirige, realmente, a la formación de futuros maestros, como consta en una de las dedicatorias del primer tomo y, de forma más discreta, en el informe que redacta Marcelino Menéndez y Pelayo sobre la obra, a petición de la Real Academia Española:
A juicio del que suscribe, esta Gramática demuestra en el señor Díaz Rubio condiciones de laboriosidad, perspicacia y amor al estudio de nuestra lengua, dignas por todo extremo de consideración y recompensa. El aislamiento en que su autor ha trabajado, la ausencia de lectura de los principales trabajos filológicos, no ya extranjeros, sino nacionales, y las frecuentes incorrecciones de estilo y lenguaje merecedoras siempre de censura, pero mucho más en un libro que pretende explicar razonadamente los principios de la gramática castellana, no basta para condenar esta obra al desdén o al olvido, cuando hay en ella cosas útiles y delicadas observaciones de pormenor. […] No es, pues, la Gramática Razonada, del señor Díaz Rubio, un libro que marque nuevos senderos a la filología nacional, pero dentro del círculo de ideas en que su autor se mueve, puede prestar algún servicio a las personas encargadas de difundir la enseñanza elemental de nuestro idioma. Por otra parte, la doctrina del señor Díaz Rubio, no se opone en nada sustancia a la que profesa esta Real Academia y oficialmente se enseña en las escuelas del Reino.
La Primera gramática… se inserta en la corriente de gramática filosófica o racionalista, que cobra fuerza en España a lo largo del siglo XIX en el contexto escolar: así, se publican títulos como Principios de gramática filosófica o razonada… de José María Flórez (1859), la Gramática razonada de Matías Salleras (1876) o el Tratado de gramática razonada de Gregorio Herrainz (1885).
Previamente, publica, en la línea de Pedro Felipe Monlau, una Nomenclatura de la gramática española (1880. Toledo: Imprenta del Asilo), repertorio de léxico especializado en que se insertan ejemplos, datos etimológicos y comentarios del autor sin ampliar significativamente la doctrina.

En 1885, da a la luz un Análisis lógico-gramatical (Toledo: Imprenta de Fando y Hermano). Los editores insisten en el prólogo en el valor de esta obra para que los aspirantes a maestros puedan desempeñarse óptimamente en el ejercicio de análisis lógico-gramatical exigido en las pruebas de oposición:
siendo los Maestros los que han de sufrir oposiciones de un análisis que no estudian, debemos procurar presentar obras dignas de consideración; y [...] que no hallándose en el plan de estudios y exigiéndose (despóticamente) conocimientos que no se les ha enseñado, de aquí resulta que El Misántropo ha optado por formar una obra en la que los Maestros hallen todos los conocimientos lógicos de la Gramática.
En 1892, publica el Complemento al estudio de la gramática española (Madrid: Sáenz de Jubera editores), obra que se presenta como auxiliar de cualquier gramática y que se divide en dos partes, «Etimología» y «Retórica». Al igual que la Primera gramática…, Díaz-Rubio sigue la doctrina de unos pocos nombres, ahora los de Roque Barcia y de Ignacio Ferrer y Carrió, para reflexionar sobre el estudio histórico del español y su conocimiento por parte del magisterio [cita]. Al final de la primera parte se incluyen tres apéndices: «Razones gramaticales», en el que vuelve a destacar la importancia de la terminología gramatical; «Análisis lógico-gramatical» y la «Sinopsis ortográfica», reproducciones de publicaciones independientes. Al final de la segunda, se agrega un llamativo «Apéndice final», en el que se reseñan varias obras gramaticales, particularmente, aquellas que se han utilizado en la confección del Complemento…: la gramática académica de 1880, la de Fernando Gómez de Salazar, la de Vicente Salvá, la de Joaquín de Avendaño, la de Matías Salleras, la de Ignacio Ferrer y Carrió, la de Herrainz, las Curiosidades gramaticales. Gramática ampliada del español y sus dialecto de Ramón Martínez García, la gramática de Francisco Commelerán y una breve nota a la publicación seriada que está realizándose de la Arquitectura de las lenguas de Eduardo Benot.
Díaz-Rubio y Carmena, al igual que otros maestros y autores centrados en la formación docente, participa en la prensa periódica de la época para canalizar sus ideas en torno a la lengua y su enseñanza: entre otros textos, publica un artículo dedicado a la crítica de la adopción de ciertos préstamos, titulado «Pedantería en el uso y escritura de palabras extranjeras» (en El Nuevo ateneo, 15/11/1882) o publicita las obras que está elaborando (como una Ortología, la Sinopsis ortográfica ya mencionada, un Diccionario latino-español y un Diccionario General Español, no publicados [La unión: periódico de primera enseñanza, 04/03/1888]).
En 1896, y fuera del ámbito gramaticográfico, publica Tabulae Theologiae Moralis Universiae ad usum ecclesiasticae juventutis, una obra en la expone a la juventud la doctrina de Teología moral a través de tablas sinópticas.

## Relación de títulos
- Nomenclatura de la gramática española. 1880. Toledo: Imprenta del Asilo. Ejemplar disponible en la Biblioteca Nacional de España, sign. 1/31630.[13]
- Primera gramática española razonada. 1884-1885. Toledo: Imprenta y Librería de Fando y Hermano.
- Primera gramática española razonada. 1887 (2.ª edición). Toledo: Imprenta y Librería de Fando y Hermano
- Primera gramática española razonada. 1888 (3.ª edición). Toledo: Imprenta y Librería de Fando y Hermano.
- Análisis lógico-gramatical. 1885. Toledo: Imprenta y Librería de Fando y Hermano. Ejemplar disponible y accesible digitalmente en Biblioteca Digital Hispánica de la Biblioteca Nacional de España, sign. 1/31872.[14]
- Complemento al estudio de la gramática española. 1892. Madrid: Sáenz de Jubera editores. Ejemplar disponible y accesible digitalmente de la Universidad de California.[15]